# 小笠原元續
小笠原元續（日语：おがさわらもとつぐ，生年不詳－元龜4年（1573））是戰國時代室町幕府、後北條氏家臣。通稱六郎、兵部少輔。號宗光。子小笠原康廣。
祖父小笠原政清女兒嫁給北條早雲生下北條氏綱，和足利義澄管領細川高國在室町幕府沒落後一同出奔氏綱。
根據〈寬政重修諸家譜〉記載元續在永祿元年左右將家督讓給兒子康廣，且元龜4年（1573年）還活著。何時死去待考。